# Dolichognatha nietneri
Espèce
Dolichognatha nietneri est une espèce d'araignées aranéomorphes de la famille des Tetragnathidae.

## Distribution
Cette espèce est endémique du Sri Lanka.

## Description
Le mâle holotype mesure 2,1 mm.

## Étymologie
Cette espèce est nommée en l'honneur de Johannes Werner Theodor Nietner (1828–1874).

## Publication originale
- O. Pickard-Cambridge, 1869 : Catalogue of a collection of Ceylon Araneida lately received from Mr J. Nietner, with descriptions of new species and characters of a new genus. I. The Journal of the Linnean Society of London, Zoology, vol. 10, p. 373-397 (texte intégral).